# Jared Padalecki

Jared Tristan Padalecki ( rođen 19. srpnja 1982.) je američki glumac, najbolje znan po svojoj ulozi Sama Winchestera na Supernaturalu ( Lovci na natprirodno ). Odrastao je u Teksasu i ustao na slavu ranih 2000-tih nakon pojavljivanja na televizijskom serijalu Gilmore Girls kao i u filmovima poput New York Minute i House of Wax.

## Rani život
Padalecki je rođen u San Antoniju, od Geralda i Sherri Padalecki. Otac mu je poljskog podrijetla, dok mu je majka njemačkog, škotskog, francuskog i engleskog podrijetla.

### Obrazovanje
Bio je 2000-ti kandidat za predsjednički znanstveni program. Godine 1998., Padalecki i njegov partner Chris Cardenas osvojili su nacionalno prvenstvo Nacionalne forenzičke lige tumačenja u paru. Iako je prvo planirao pohađati Sveučilište Teksasa nakon srednjoškolske mature 2000., Jared je odlučio preseliti se u Los Angeles, te umjesto toga nastaviti glumačku karijeru.